# Germanski jeziki
Germanski jeziki so jezikovna skupina v okviru indoevropske družine. 
Razvili so se iz skupnega prednika pragermanščine, ki se od ostalih indoevropskih jezikovnih skupin razlikuje po nekaterih edinstvenih razvojnih potezah; najpomembnejša med njimi sta niza glasovnih sprememb, znana kot Grimmov zakon in Vernerjev zakon. 
Notranja delitev germanskih jezikov poteka po treh vejah: 
- zahodnogermanski jeziki:
  - afrikanski
  - angleški
  - cimbrijski
  - frizijski
  - hunsriški
  - huteritski
  - jeniški
  - jidiš
  - limburški
  - luksemburški
  - menonitska nizka nemščina
  - mohenski
  - nemški
  - nizkonemški
  - nizozemski spodnjesaški
  - nizozemski
  - pensilvanska nemščina
  - pomeranski
  - skotski

- severnogermanski jeziki:
  - švedski
  - danski
  - norveški
  - ferski
  - islandski

- vzhodnogermanski jeziki (izumrli):
  - gotski
  - burgundski